# Jean Sorieul
Jean Sorieul, né le 18 décembre 1823 à Rouen et mort le 13 août 1871 à Paris, est un peintre français.

## Biographie
Jean Jacques Sorieul est le fils d'un couvreur d'ardoise.
Élève d'Hippolyte Bellangé et de Léon Cogniet, il expose au Salon de 1847 à 1872.
Il meurt célibataire à l'âge de 47 ans à son domicile de la rue de la Fidélité. Il est inhumé le 15 août 1871 au cimetière de Belleville, puis transféré en 1877 au cimetière du Père Lachaise.